# Sąsiadka
Sąsiadka (dawniej Sutiejsk lub Sąciaska) – wieś w Polsce położona w województwie lubelskim, w powiecie zamojskim, w gminie Sułów. Leży nad rzeką Pór.
| SIMC    | Nazwa     | Rodzaj    |
| ------- | --------- | --------- |
| 0899779 | Mule      | część wsi |
| 0899785 | Rynek     | część wsi |
| 0899791 | Zagrody   | część wsi |
| 0899800 | Zakarczma | część wsi |

Wieś jest sołectwem w gminie Sułów. Według Narodowego Spisu Powszechnego z roku 2011 wieś liczyła 395 mieszkańców.
Wierni Kościoła rzymskokatolickiego należą do parafii Znalezienia Krzyża Świętego w Mokrelipiu.

## Historia

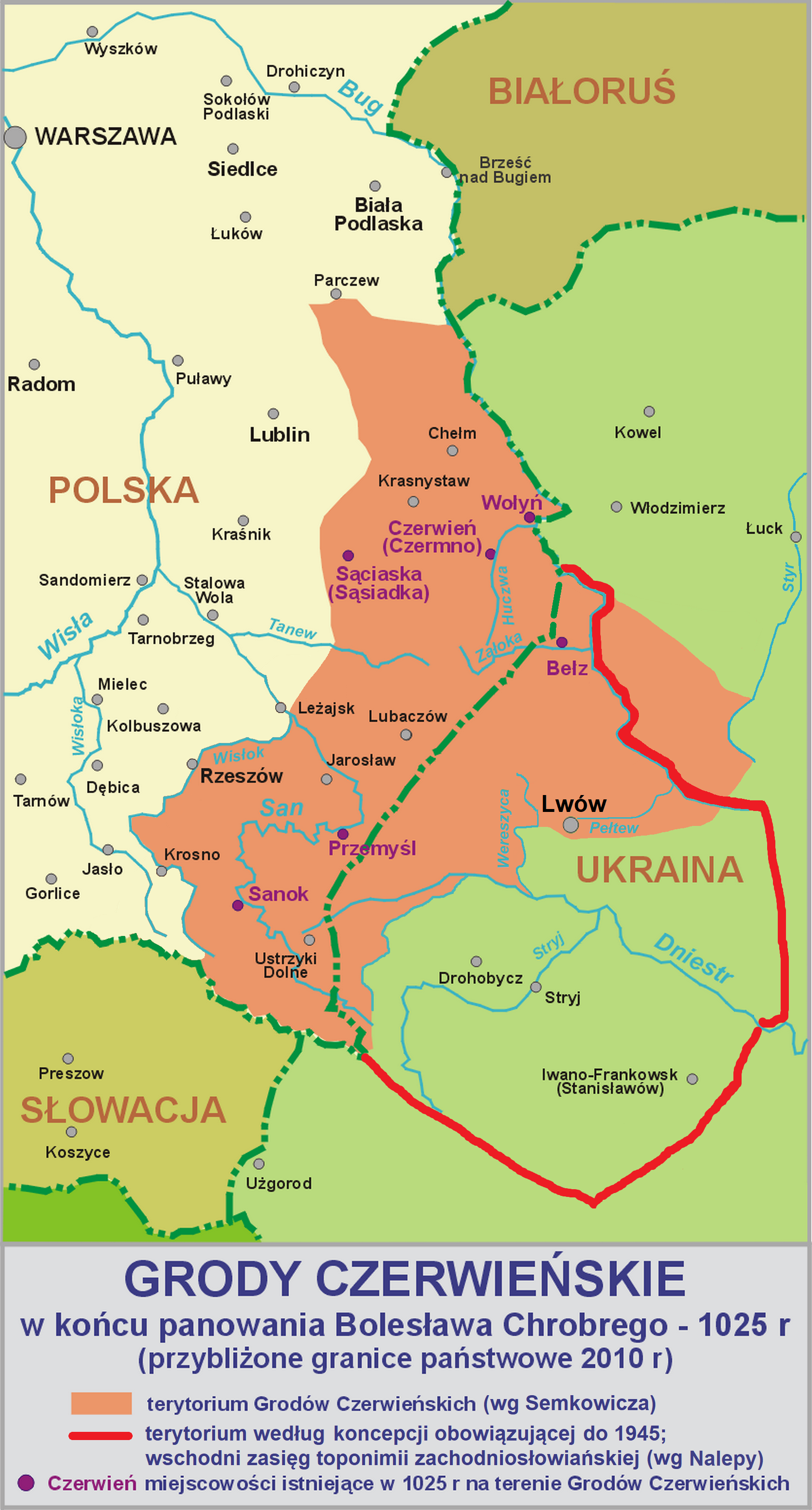

Na terenie dzisiejszej wsi znajdował się niegdyś jeden z ważniejszych Grodów Czerwieńskich – Sutiejsk, znany od 1097. W 1097 gród zajął Dawid Igorewicz a później Włodzimierz II Monomach zawarł tutaj pokój z Polakami. W 1205 zajął go Roman Mścisławowicz podczas wyprawy przeciwko Leszkowi Białemu, w której poległ w bitwie pod Zawichostem.
W latach 1975–1998 miejscowość administracyjnie należała do województwa zamojskiego.
W Sąsiadce urodził się Władysław Wyłupek – żołnierz Batalionów Chłopskich.

## Opis krajoznawczy
Teraz Sąsiadka jest małą miejscowością słynącą z pięknych krajobrazów, w których skład wchodzą właśnie Gród Czerwieński oraz wielka liczba wąwozów leśnych. Leży w sercu Szczebrzeszyńskiego Parku Krajobrazowego.
Agroturystyka jest słabo rozwinięta. Przez wieś przebiega szlak rowerowy „Czarna Perła”.

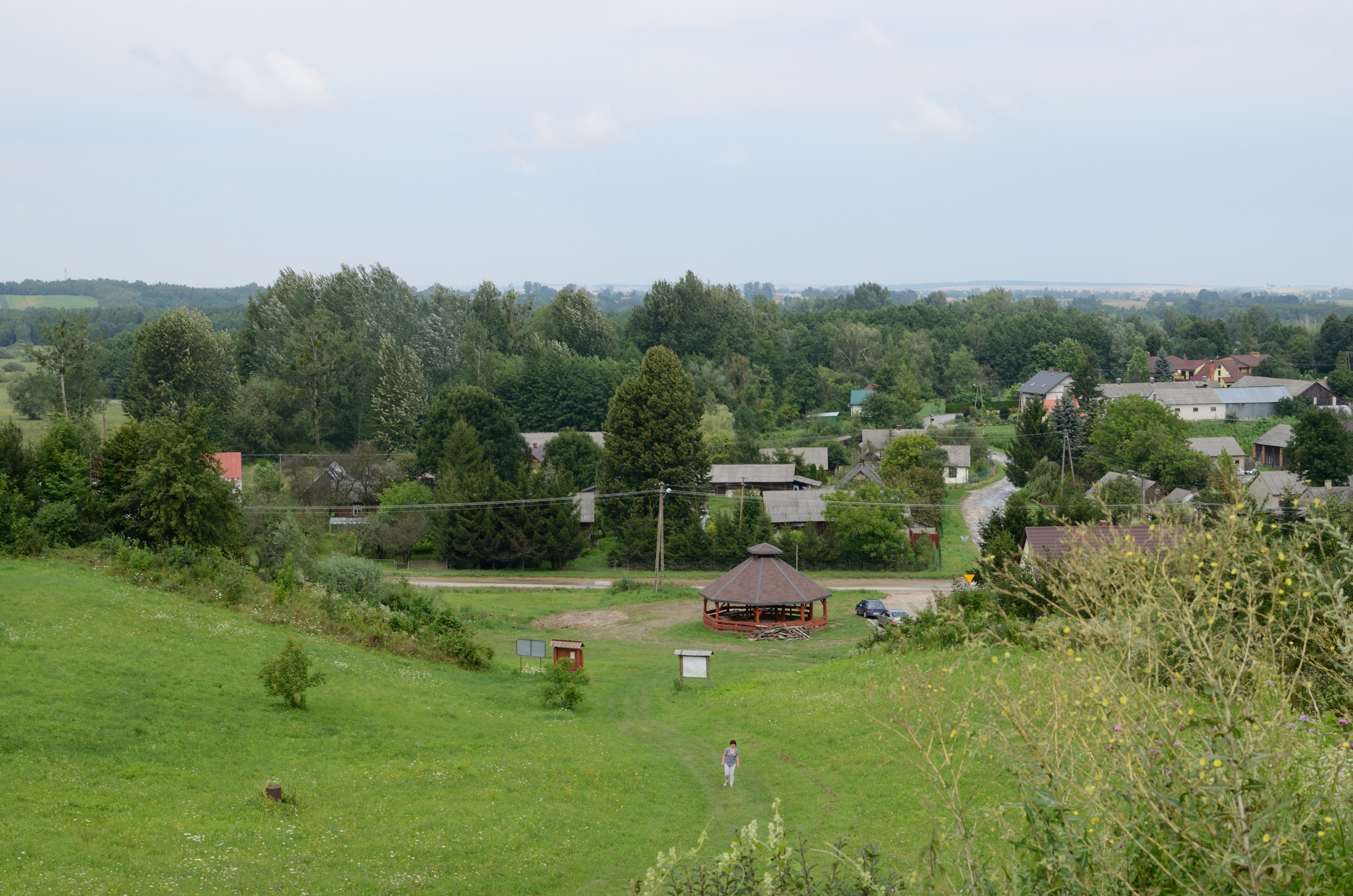
Pozostałości Grodu Czerwieńskiego
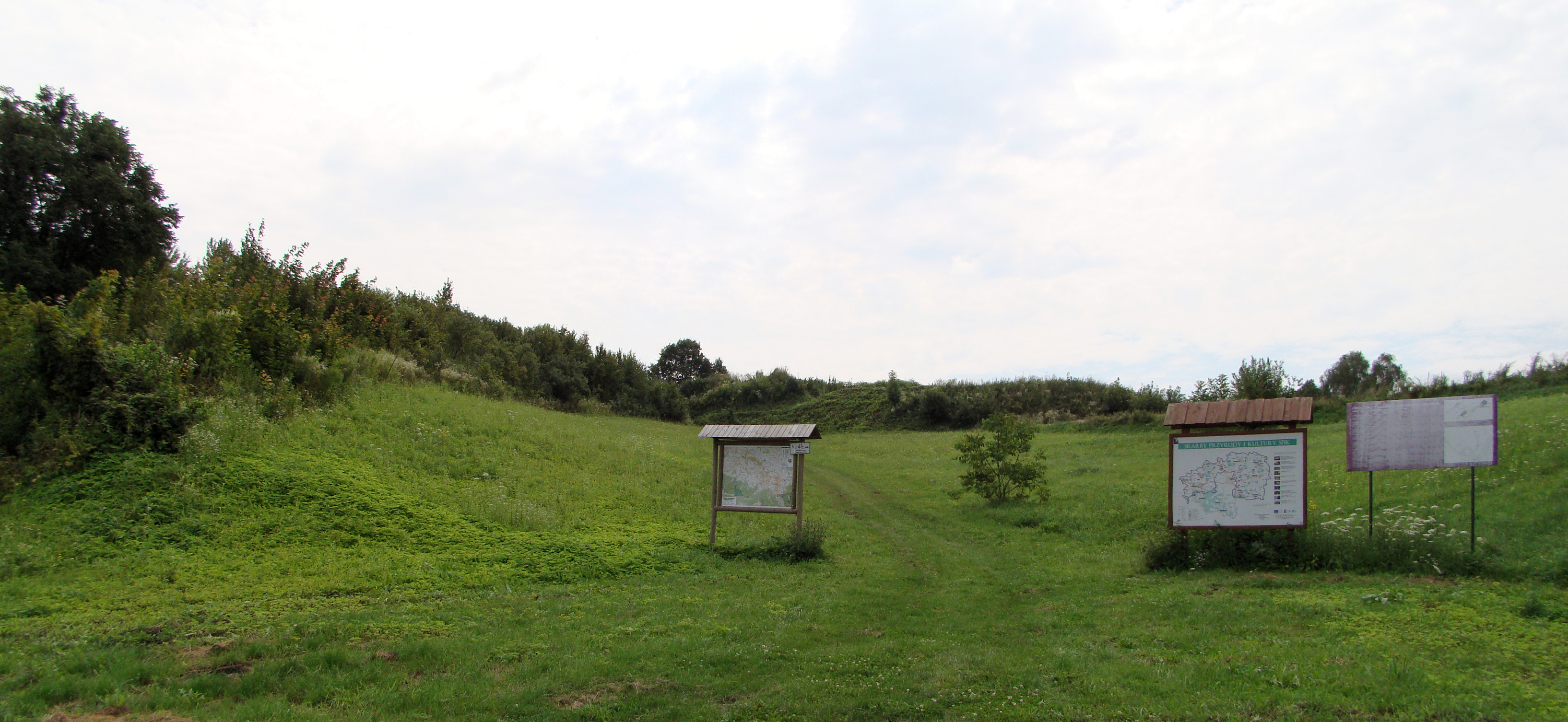
Tablice informacyjne
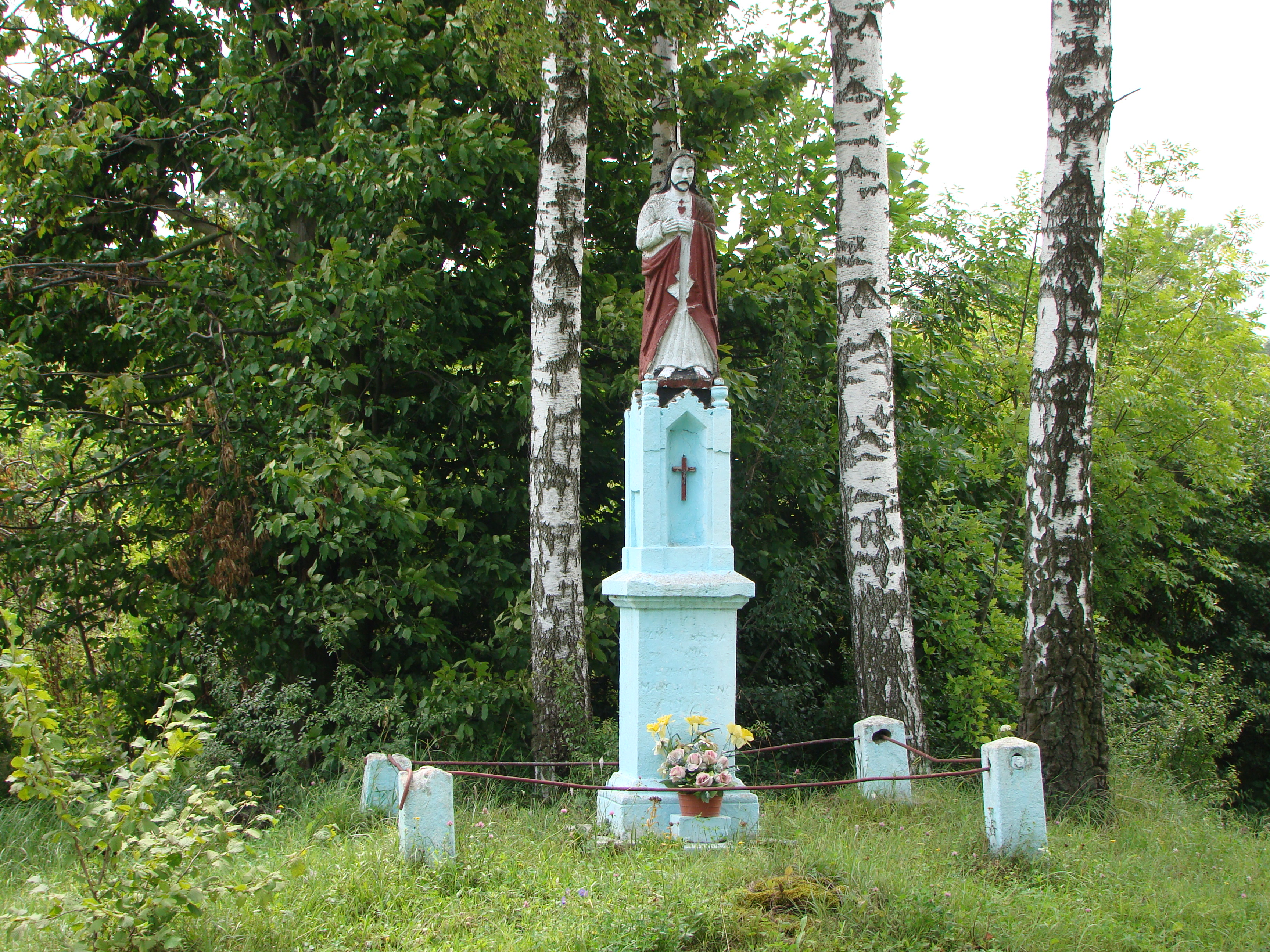
Kapliczka przydrożna